# Święca
Święca (zm. 1308) – wojewoda słupski, gdański (tczewski?), pomorski. Jeden z najważniejszych możnowładców Pomorza Gdańskiego okresu książęcego, ze względu na finał swej działalności postacią bardzo kontrowersyjnie ocenianą przez historiografię. Pochodził z możnego rycerstwa pomorskiego, a majątki jego nieznanego z imienia ojca były zlokalizowane w okolicy Słupska. Pojawia się w roku 1257 pełniąc wówczas urząd podstolego w Sławnie. Około roku 1266 po śmierci księcia Świętopełka przeniesiony został do Słupska gdzie objął urząd podkomorzego. W roku 1275 wyniesiony został do godności kasztelana słupskiego. Jako kasztelan słupski coraz częściej widoczny był w otoczeniu księcia Mściwoja. W roku 1276 był jednym z dwóch urzędników, którzy po raz pierwszy w dziejach Księstwa Wschodniopomorskiego uwiarygodnili przywilej książęcy przywieszeniem doń własnych pieczęci. Wiosną 1283 brał udział w zwycięskiej wyprawie wojsk wschodniopomorskich przeciw Brandenburczykom, z rąk których odzyskano ziemię sławieńską. W 1299 roku książę Władysław Łokietek mianował syna Święcy kanclerzem pomorskim. W 1305 roku król Polski i Czech Wacław II mianował syna Święcy Piotra starostą pomorskim co bardzo wzbogaciło ten ród. Po ponownym objęciu we władanie Pomorza Gdańskiego przez Łokietka, syn Święcy Piotr został pozbawiony urzędu starosty, ale sam senior rodu Święca pozostał na stanowisku wojewody pomorskiego. Proces, który jego synowi Piotrowi wytoczył biskup Gerward o zagrabione dobra należące do biskupa (które jakoby przeznaczyli na odparcie najazdu rugijskiego po śmierci Wacława III, jednak wyrok sądu polubownego przeczy tej tezie), spowodował, że obaj Święcowie w dniu 17 lipca 1307 we wsi Lędowo wydali dokument poddania się margrabiemu brandenburskiemu Waldemarowi i przyjęli od niego w lenno ziemie: darłowską, polanowską, sławieńską, Tucholę i Nowe, a w dożywocie otrzymali ziemię słupską. W konsekwencji doprowadziło do przejęcie Pomorza Gdańskiego przez Krzyżaków aż do 1466 r.
Z nieznanej z imienia żony (żon) Święca pozostawił synów, którymi byli:
- Piotr z Nowego i Polanowa zm. 1327,
- Jan ze Sławna zm. 1347,
- Wawrzyniec z Darłowa zm. 1317

oraz przynajmniej jedną córkę, wydaną w latach 80. XIII wieku za rycerza wielkopolskiego Stefana z Mileszynej Górki z rodu Wczeliców.